# 東北農林専門職大学
東北農林専門職大学（とうほくのうりんせんもんしょくだいがく、英語: Tohoku Professional University of Agriculture and Forestry）は、山形県新庄市に本部を置く公立の専門職大学である。
附属教育機関に、東北農林専門職大学附属農林大学校がある。

## 概要

### 大学全体
山形県により2024年4月に新設された公立専門職大学である。東北地方では初となる農林業系の専門職大学であり、国内では静岡県立農林環境専門職大学に続いて2校目となる。設置者は山形県である。県直営であるのは、専門職大学の設立後も、県が責任を持って農林業人材の育成を行い、農林業の振興や農林業経営体の発展を図っていくべきである、と設立の際に判断されたことによる。
山形県新庄市に設置されており、農林業の生産や経営などに係る知識と、理論に裏付けられた技術、地域活性化に向けた課題解決の実践的手法、関連分野の知識（加工・販売、建築、観光等）などの修得を目的とするが、講義だけでなく、先進農林業経営体での3年間計90日の実習をはじめ、フィールドワークや卒業単位数の1/3以上は学内外での実習といった、理論と実践でバランスの良い修得を目指している。
授与される学位は、農業学士（専門職）、森林業学士（専門職）。

## 沿革
- 2021年12月 - 山形県が地方創生プロジェクトとして実施する「山形県まち・ひと・しごと創生推進計画」の一事業として[8]、「東北農林専門職大学（仮称）設置推進関係事業」を立ち上げ。
- 2022年10月 - 山形県が文部科学省に専門職大学の設置認可を申請[9]。
- 2023年
  - 8月30日 - 大学設置・学校法人審議会が設置の認可を「可」と答申[10]。
  - 9月4日 - 文部科学大臣から設置認可される[11][12]。
  - 12月20日 - 校舎竣工[13]。
- 2024年4月8日 - 開学式を挙行[14][15]。

## 基礎データ

### 施設
- 本部（山形県新庄市）[3]
- 附属農林大学校
- キャリアサポート・研修センター（旧農林大学校研修部）[16]

### 象徴
ロゴマークは、新しい実りや芽吹きを象徴。農業・森林業の未来を切り開く教育や研究のフィールドとして、地域に根差して世界に実るビジョンをマークに表している。

## 教育および研究

### 組織

#### 学部
- 農林業経営学部（入学定員40人）[1]
  - 農業経営学科（入学定員32人）[1]
  - 森林業経営学科（入学定員8人）[1]

#### 附属機関
- 東北農林専門職大学附属農林大学校

## 施設

### キャンパス
- 交通アクセス
  - JR山形新幹線・奥羽本線・陸羽西線・陸羽東線 新庄駅よりタクシー利用で約15分[18]

### 寮
附属の農林大学校は全寮制であるが、大学の方に学生寮はない。ただし、大学が所在する新庄市の隣にある舟形町が、当大学の学生に舟形町内へ住んでもらい、ひいては若い世代の町民拡大につなげることを企図して、学生向け10戸と教職員向け8戸のアパートを建設。学生の家賃を月額3万円台に抑え、アパートと大学を結ぶ無料送迎バス（1年次のみ）も用意している。さらに、当大学学生向けの新築民間アパートの建設に対する補助金の交付も行われている。